# Lan và Điệp
Chuyện tình Lan và Điệp là câu chuyện tình hư cấu nổi tiếng ở Việt Nam trong nhiều thập kỷ. Câu chuyện tình này được nhiều người ví như câu chuyện tình Romeo và Juliet hay Lương Sơn Bá – Chúc Anh Đài phiên bản Việt Nam.

## Nguyên tác văn học
Câu chuyện được giới thiệu lần đầu tiên vào năm 1933, qua tiểu thuyết Tắt lửa lòng của nhà văn Nguyễn Công Hoan. Câu chuyện nói về mối tình lãng mạn, đầy trắc trở của cô gái tên Lan và chàng trai tên Điệp. Do mắc mưu của ông quan Phủ ở tỉnh lẻ, Điệp – học sinh nghèo – phải phụ tình vị hôn thê là Lan để cưới Thúy Liễu, con gái ông Phủ. Lan ôm mối tình tuyệt vọng bỏ nhà đến chùa để cắt tóc đi tu. Cao trào của câu chuyện khi Điệp tìm được ngôi chùa mà Lan đang tá túc, thì cũng đúng lúc nàng trút hơi thở cuối cùng.
Tác phẩm "Tắt lửa lòng" nhanh chóng thu hút được sự chú ý của công chúng và được các nghệ sĩ chuyển thể ra nhiều hình thức khác nhau.

## Sân khấu
Năm 1936, soạn giả Trần Hữu Trang đã viết chuyển thể từ nguyên tác thành kịch bản cho vở cải lương "Lan và Điệp". Một số nghệ sĩ thành danh với vở kịch bản này như nghệ sĩ Năm Phỉ. Đặc biệt, năm 1954, khi nghệ sĩ Năm Phỉ đã 47 tuổi, nhưng bà vẫn vào vai cô Lan 18 tuổi rất thành công. Sau nghệ sĩ Năm Phỉ, nghệ sĩ Thanh Nga cũng được đánh giá rất cao cho vai diễn Lan.
Năm 1948, Trung tâm ASIA đã cho thu âm vở cải lương này vào 4 đĩa nhựa với tựa đề "Hoa rơi cửa Phật", với sự tham gia của các danh ca Tư Sạng (Lan), Năm Nghĩa (Điệp), Tám Thưa (Hòa thượng), Hồng Châu (Tiểu Huệ Thông). Đĩa nhạc nhanh chóng phổ biến, lan đến Campuchia và Lào, đến mức người ta quên mất tên nguyên tác, mà chỉ còn nhớ Chuyện tình Lan và Điệp.
Năm 1970, khi phong trào kịch nói lớn mạnh, ban kịch Kim Cương đã trình diễn vở kịch nói "Lan và Điệp", do chính nghệ sĩ Kim Cương thủ vai Lan. Vở kịch này cũng thu hút được sự chú ý của khán giả không kém cải lương và nhanh chóng được phát trên truyền hình lúc đó.
Cùng thời điểm này, kịch bản cải lương Chuyện tình Lan và Điệp của tác giả Loan Thảo với sự trợ giúp của soạn giả Thế Châu đã được thu thanh và trở thành bản ghi âm chuẩn mực nhất cho vở tuồng này tính đến hiện tại. Tham gia vở diễn là các giọng ca nổi tiếng như Chí Tâm (Điệp), Thanh Kim Huệ (Lan), Tú Trinh (Thúy Liễu), Hữu Phước (ông Tú – ba của Lan),...
Năm 2000, Tình Productions sản xuất cải lương Lan và Điệp dưới dạng băng VHS rồi chuyển sang DVD dưới kịch bản của Loan Thảo và Bạch Mai với sự tham gia của Phi Nhung (Lan), Mạnh Quỳnh (Điệp), NSƯT Út Bạch Lan (Bà Tư), Thanh Hằng (bà Phủ), NSƯT Thoại Mỹ (Thuý Liễu),...
70 năm sau, năm 2006, một lần nữa kịch bản của soạn giả Loan Thảo được tái dựng với sự tham gia của các nghệ sĩ Hoàng Nhất (Điệp), Hà My (Lan), Chấn Cường (Xuân), Bình Mập (sếp Sạc), Uyên Thảo (Thúy Liễu). Cùng thời điểm này, sân khấu Trần Hữu Trang cũng mang đến khán giả bản dựng lại của kịch bản này với NSƯT Tấn Giao (Điệp) và Ngân Quỳnh (Lan).
Năm 2008, ca sĩ Minh Thuận gây tiếng vang lớn với vở ca vũ cải lương "Lan và Điệp". Điểm đặc biệt là các vai diễn đều do các ca sĩ tân nhạc hát cải lương gồm Minh Thuận, Đàm Vĩnh Hưng (Điệp), Cẩm Ly, Phương Thanh, Hồng Ngọc, Thanh Thảo (Lan), Thu Minh (Thúy Liễu), Hữu Bình (ông Tú), Trung Dân & Cát Phượng (ông bà Phủ), Vũ Hà (bếp Sạc), Quốc Đại (chú tiểu).
Năm 2019, tác phẩm được tái dựng trên sân khấu Nhà hát Bến Thành từ bản ghi âm do soạn giả Loan Thảo thực hiện vào năm 1974. Vở quy tụ nhiều gương mặt gạo cội của làng cải lương như NSƯT Thanh Kim Huệ, Chí Tâm, Hồng Nga, NSƯT Thanh Điền, NSƯT Trọng Phúc,... Hai diễn viên chính: Thanh Kim Huệ (vai Lan) và Chí Tâm (vai Điệp) lần đầu tái hợp sau 45 năm từ khi bản thu đầu được ra mắt.

## Âm nhạc
Ngay từ đầu thập niên 1940, soạn giả Viễn Châu đã viết bài vọng cổ cho vở cải lương. Đến lúc Trung tâm Asia thu đĩa, thì phần vọng cổ của ông cũng được lấy tên là "Hoa rơi cửa Phật", được thu âm tại Hãng đĩa Hồng Hoa. Nghệ sĩ Mộng Tuyền cũng từng được đánh giá rất thành công với bài hát này. Một danh ca khác là Út Bạch Lan cũng nổi tiếng với bài vọng cổ này.
Năm 1965, các nhạc sĩ Lê Dinh, Minh Kỳ và Anh Bằng cùng phối hợp nhau sáng tác 3 bài tân nhạc Chuyện tình Lan và Điệp, ký tên là Mạc Phong Linh và Mai Thiết Lĩnh. 
- Chuyện tình Lan và Điệp 1:  Nhật Trường, Hoàng Oanh ca
- Chuyện tình Lan và Điệp 2: Phương Dung ca
- Chuyện tình Lan và Điệp 3: Trúc Mai ca 
Các bài tân nhạc này cũng nhanh chóng được nhiều người thuộc, đặc biệt với bài số 1, Chuyện tình Lan – Điệp đã trở thành một trong những bài hát được biết đến nhiều nhất tại miền Nam.

Bìa ca khúc Chuyện tình Lan và Điệp 2.

Không lâu sau, soạn giả Viễn Châu đã thử nghiệm viết thể loại Tân cổ giao duyên. "Chuyện tình Lan và Điệp" tân cổ giao duyên trở nên một trong những bài hát đầu tiên và thành công nhất của ông trong thể loại này. Rất nhiều nghệ sĩ biểu diễn bài này, trong đó có cả giọng ca chuông ngân NSND Lệ Thủy.

## Phim ảnh
Năm 1972, hãng phim Dạ Lý Hương khởi quay bộ phim đen trắng 35mmm "Tình Lan và Điệp", dài 1 giờ 30 phút. Bộ phim do Lê Dân làm đạo diễn, với các diễn viên: Thanh Nga (Lan), Thanh Tú (Điệp), Bạch Tuyết (Thúy Liễu), Ba Vân (Quan Án), Ngọc Giàu (Bà Án), Năm Châu (Ông Tú), Kim Cúc (Bà Tú). Bộ phim có doanh thu cao nhờ ảnh hưởng từ các thể loại trước đó.
Tuy nhiên, sau 1975, số phận của tác phẩm khá ảm đạm, do chính quyền xếp vào loại ủy mị và bị cấm trong mọi thể loại trong thời gian dài. Mãi đến cuối thập niên 1980, cùng với sự xuất hiện của sách in, cải lương và kịch nói, bộ phim màu "Lan và Điệp" lại được khởi quay và trình chiếu vào năm 1990, do Trần Vũ và Nguyễn Hữu Luyện làm đạo diễn, với các diễn viên Như Quỳnh (vai Lan), Trần Thạch (vai Điệp), Hoàng Yến (vai mẹ Điệp), Thu An (vai bà bõ).

## Thành tựu
Thành ngữ "Chuyện tình Lan và Điệp" thường được dùng để chỉ một mối tình khắng khít nhưng éo le giữa một đôi nam nữ. Từ nguyên tác văn học, "Chuyện tình Lan và Điệp" đã được chuyển thể thành kịch, cải lương, chèo như dạng tích kinh điển được diễn đi diễn lại nhiều lần, thậm chí dựng thành phim. Bên cạnh đó, cùng sự phổ biến bởi âm nhạc, có thể nói, khắp nước Việt Nam không ai không biết đến.